# Équipe de Turquie de hockey sur gazon
Maillots
L'Équipe de Turquie de hockey sur gazon représente la Turquie dans le hockey sur gazon masculin international.
La Turquie n'a jamais participé au Championnat d'Europe, à la Coupe du monde et aux Jeux olympiques.

## Palmarès

### Championnat III d'Europe
- 2013 - 7e place
- 2015 - 5e place
- 2017 - 4e place
- 2019 - 5e place
- 2021 -

### Championnat IV d'Euorpe
- 2007 - 6e place
- 2011 -

### Ligue mondiale
- 2012-2013 - 1er tour
- 2014-2015 - 1er tour
- 2016-2017 - 1er tour

### Hockey Series
- 2018-2019 - Open